# Oncidium portilloides
Oncidium portilloides är en orkidéart som beskrevs av Mark W. Chase och Norris Hagan Williams. Oncidium portilloides ingår i släktet Oncidium och familjen orkidéer. Inga underarter finns listade i Catalogue of Life.